# Ciénega de Galvanes
Ciénega de Galvanes är en ort i Mexiko.   Den ligger i kommunen Jesús María och delstaten Jalisco, i den centrala delen av landet, 300 km väster om huvudstaden Mexico City. Ciénega de Galvanes ligger 1 897 meter över havet och antalet invånare är 114.
Terrängen runt Ciénega de Galvanes är lite kuperad. Runt Ciénega de Galvanes är det ganska glesbefolkat, med 45 invånare per kvadratkilometer. Närmaste större samhälle är Ciudad Manuel Doblado, 17,2 km norr om Ciénega de Galvanes. I omgivningarna runt Ciénega de Galvanes växer huvudsakligen savannskog.